# Eliminacje do Mistrzostw Europy w Piłce Nożnej 2004/Grupa C
W rozgrywkach grupy C eliminacji Euro 2004 wzięło udział 5 drużyn:
- Czechy
- Holandia
- Austria
- Białoruś
- Mołdawia

## Tabela
| Zespół   | Pkt | M | W | R | P | Br+ | Br− | +/− |
| -------- | --- | - | - | - | - | --- | --- | --- |
| Czechy   | 22  | 8 | 7 | 1 | 0 | 23  | 5   | +18 |
| Holandia | 19  | 8 | 6 | 1 | 1 | 20  | 6   | +14 |
| Austria  | 9   | 8 | 3 | 0 | 5 | 12  | 14  | -2  |
| Mołdawia | 6   | 8 | 2 | 0 | 6 | 5   | 19  | -14 |
| Białoruś | 3   | 8 | 1 | 0 | 7 | 4   | 20  | -16 |

|          | Czechy | Holandia | Austria | Mołdawia | Białoruś |
| -------- | ------ | -------- | ------- | -------- | -------- |
| Czechy   | X      | 3:1      | 4:0     | 5:0      | 2:0      |
| Holandia | 1:1    | X        | 3:1     | 5:0      | 3:0      |
| Austria  | 2:3    | 0:3      | X       | 2:0      | 5:0      |
| Mołdawia | 0:2    | 1:2      | 1:0     | X        | 2:1      |
| Białoruś | 1:3    | 0:2      | 0:2     | 2:1      | X        |

## Wyniki
Wszytskie godziny podane wg czasu środkowoeuropejskiego
| 7 września 2002 17:00 | Austria · Herzog 4' (k.), 30' (k.) | 2:0(2:0)Raport | Mołdawia | Ernst-Happel-Stadion, Wiedeń Widzów: 18 300 Sędzia: Stuart Dougal |
|                       |                                    |                |          |                                                                   |

| 7 września 2002 20:30 | Holandia · Davids 35' · Kluivert 37' · Hasselbaink 73' | 3:0(2:0)Raport | Białoruś | Philips Stadion, Eindhoven Widzów: 34 000 Sędzia: Graham Barber |
|                       |                                                        |                |          |                                                                 |

| 12 października 2002 15:30 | Mołdawia | 0:2(0:0)Raport | Czechy · 69' (k.) Jankulovski · 79' Rosický | Stadion Zimbru, Kiszyniów Widzów: 3500 Sędzia: Leslie Irvine |
|                            |          |                |                                             |                                                              |

| 12 października 2002 17:30 | Białoruś | 0:2(0:0)Raport | Austria · 57' Schopp · 89' Akagündüz | Stadion Dynama Mińsk, Mińsk Widzów: 20 000 Sędzia: Éric Poulat |
|                            |          |                |                                      |                                                                |

| 16 października 2002 16:30 | Czechy · Poborský 6' · Baroš 23' | 2:0(2:0)Raport | Białoruś | Na Stínadlech, Teplice Widzów: 12 850 Sędzia: Helmut Fleischer |
|                            |                                  |                |          |                                                                |

| 16 października 2002 20:30 | Austria | 0:3(0:3)Raport | Holandia · 16' Seedorf · 20' Cocu · 30' Makaay | Ernst-Happel-Stadion, Wiedeń Widzów: 46 300 Sędzia: Pierluigi Collina |
|                            |         |                |                                                |                                                                       |

| 29 marca 2003 17:30 | Białoruś · Kutuzau 43' · Hurenka 58' | 2:1(1:1)Raport | Mołdawia · 14' Cebotari | Stadion Dynama Mińsk, Mińsk Widzów: 8000 Sędzia: Johan Verbist |
|                     |                                      |                |                         |                                                                |

| 29 marca 2003 20:30 | Holandia · van Nistelrooy 45+1' | 1:1(1:0)Raport | Czechy · 68' Koller | Stadion Feijenoord, Rotterdam Widzów: 43 000 Sędzia: Kim Milton Nielsen |
|                     |                                 |                |                     |                                                                         |

| 2 kwietnia 2003 20:00 | Mołdawia · Boreț 16' | 1:2(1:1)Raport | Holandia · 37' van Nistelrooy · 84' van Bommel | Stadion Sheriff, Tyraspol Widzów: 12 000 Sędzia: Alain Sars |
|                       |                      |                |                                                |                                                             |

| 2 kwietnia 2003 20:30 | Czechy · Nedvěd 19' · Koller 32', 67' · Jankulovski 57' (k.) | 4:0(2:0)Raport | Austria | epet Arena, Praga Widzów: 20 400 Sędzia: Antonio López Nieto |
|                       |                                                              |                |         |                                                              |

| 7 czerwca 2003 18:00 | Mołdawia · Frunză 60' | 1:0(0:0)Raport | Austria | Stadion Sheriff, Tyraspol Widzów: 7500 Sędzia: Paulo Paraty |
|                      |                       |                |         |                                                             |

| 7 czerwca 2003 20:00 | Białoruś | 0:2(0:0)Raport | Holandia · 62' Overmars · 68' Kluivert | Stadion Dynama Mińsk, Mińsk Widzów: 19 309 Sędzia: Tom Henning Øvrebø |
|                      |          |                |                                        |                                                                       |

| 11 czerwca 2003 20:15 | Czechy · Šmicer 41' · Koller 73' (k.) · Štajner 82' · Lokvenc 88', 90' | 5:0(1:0)Raport | Mołdawia | Andrův stadion, Ołomuniec Widzów: 12 097 Sędzia: Kristinn Jakobsson |
|                       |                                                                        |                |          |                                                                     |

| 11 czerwca 2003 20:30 | Austria · Aufhauser 33' · Haas 47' · Kirchler 52' · Wallner 62' · Cerny 67' | 5:0(1:0)Raport | Białoruś | Tivoli Stadion, Innsbruck Widzów: 8100 Sędzia: Peter Fröjdfeldt |
|                       |                                                                             |                |          |                                                                 |

| 6 września 2003 17:30 | Białoruś · Bułyha 14' | 1:3(1:1)Raport | Czechy · 37' Nedvěd · 54' Baroš · 85' Šmicer | Stadion Dynama Mińsk, Mińsk Widzów: 8500 Sędzia: Michael McCurry |
|                       |                       |                |                                              |                                                                  |

| 6 września 2003 20:30 | Holandia · van der Vaart 30' · Kluivert 60' · Cocu 64' | 3:1(1:1)Raport | Austria · 34' Pogatetz | Stadion Feijenoord, Rotterdam Widzów: 48 000 Sędzia: Éric Poulat |
|                       |                                                        |                |                        |                                                                  |

| 10 września 2003 18:00 | Mołdawia · Dadu 26' · Covalciuc 88' | 2:1(1:0)Raport | Białoruś · 89' (k.) Wasiluk | Stadion Sheriff, Tyraspol Widzów: 8000 Sędzia: Dejan Delević |
|                        |                                     |                |                             |                                                              |

| 10 września 2003 20:15 | Czechy · Koller 15' · Poborský 38' · Baroš 90+4' | 3:1(2:0)Raport | Holandia · 61' van der Vaart | epet Arena, Praga Widzów: 18 356 Sędzia: Lucílo Baptista |
|                        |                                                  |                |                              |                                                          |

| 11 października 2003 17:00 | Austria · Haas 48' · Ivanschitz 78' | 2:3(0:1)Raport | Czechy · 27' Jankulovski · 79' Vachoušek · 90+2' Koller | Ernst-Happel-Stadion, Wiedeń Widzów: 32 350 Sędzia: Jorgos Kasnaferis |
|                            |                                     |                |                                                         |                                                                       |

| 11 października 2003 20:30 | Holandia · Kluivert 43' · Sneijder 51' · van Hooijdonk 74' (k.) · van der Vaart 80' · Robben 88' | 5:0(1:0)Raport | Mołdawia | Philips Stadion, Eindhoven Widzów: 28 000 Sędzia: Željko Širić |
|                            |                                                                                                  |                |          |                                                                |